# Stegnospermataceae
Stegnosperma là một họ thực vật hạt kín. Họ này chỉ chứa 1 chi Stegnosperma, với tổng cộng 3 loài cây bụi hay dây leo thân gỗ, ưa hạn, hoa lưỡng tính, quả nang nứt, sống trong khu vực Caribe và Trung Mỹ.
Họ này chỉ được một ít các nhà phân loại học công nhận, với các loài trong chi Stegnosperma nói chung hay được đặt trong họ Phytolaccaceae. Hệ thống APG III năm 2009 (không đổi so với hệ thống APG II năm 2003 và hệ thống APG năm 1998), công nhận họ này và đặt nó trong bộ Caryophyllales của nhánh core eudicots.

## Hình ảnh

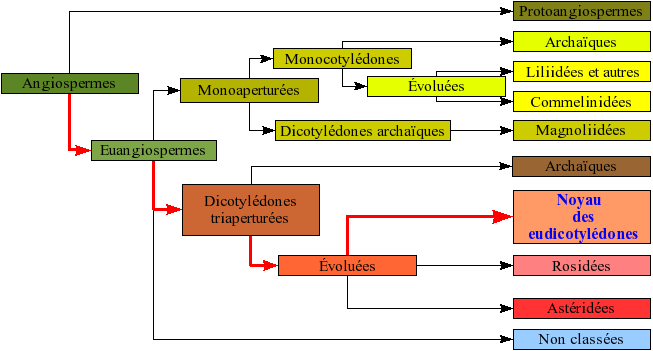